# Осек (гмина, Сташувский повет)
Осек (пол. Osiek) — городско-сельская гмина (волость) в Польше, входит как административная единица в Сташувский повет, Свентокшиское воеводство. Население — 7934 человека (на 2004 год).

## Демография
| Перепись                       | Всего   | Всего | Женщины | Женщины | Мужчины | Мужчины |
| ------------------------------ | ------- | ----- | ------- | ------- | ------- | ------- |
| Единицы                        | человек | %     | человек | %       | человек | %       |
| Население                      | 7934    | 100   | 3894    | 49,1    | 4040    | 50,9    |
| Плотность населения (чел./км²) | 61,3    | 61,3  | 30,1    | 30,1    | 31,2    | 31,2    |

## Сельские округа
1. Букова
2. Длуголенка
3. Конты
4. Липник
5. Матяшув
6. Мухажев
7. Некрасув
8. Некужа
9. Оссаля
10. Плисковоля
11. Стружки
12. Суховоля
13. Своронь
14. Швагрув
15. Тшчанка-Колёня
16. Тшчанка
17. Турско-Вельке
18. Миколаюв

## Соседние гмины
1. Гмина Баранув-Сандомерски
2. Гмина Гавлушовице
3. Гмина Лонюв
4. Гмина Падев-Народова
5. Гмина Поланец
6. Гмина Рытвяны
7. Гмина Сташув